# Cerratón de Juarros
Cerratón de Juarros è un comune spagnolo di 51 abitanti situato nella comunità autonoma di Castiglia e León.
Il comune comprende la località di Turrientes.